# Stillahavsregionen

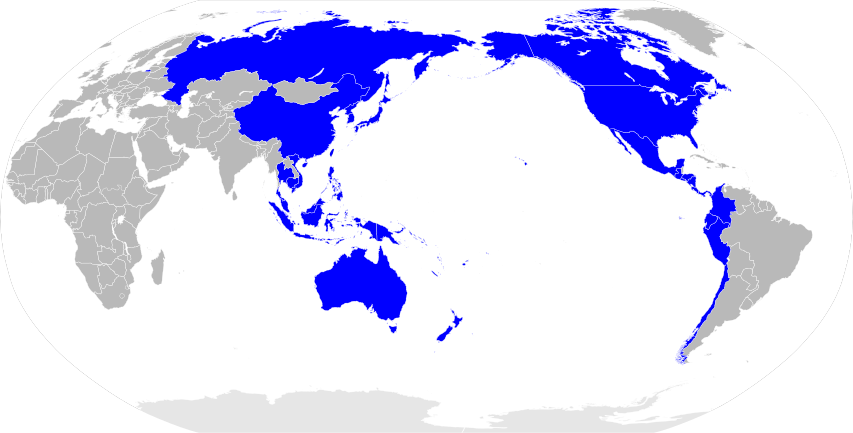
Stillahavsregionens stater

Stillahavsregionen är en term som avser de länder och områden som ligger runt Stilla Havet. Antalet uppgår till 38 stycken stater eller områden.
Det finns många ekonomiska center i regionen, som Auckland, Brisbane, Ho Chi Minh-staden, Hongkong, Lima, Los Angeles, Manila, Melbourne, Panama City, Portland, Busan, San Diego, San Francisco, Santiago de Chile, Seattle, Seoul, Shanghai, Singapore, Sydney, Taipei, Tokyo, Vancouver och Yokohama.
Honolulu är säte för flera mellanstatliga och icke-statliga organisationer i regionen. 
Regionen har en stor mångfald, med den ekonomiska dynamiken i Hongkong, Singapore och Taiwan, den teknologiska expertisen i Japan, Korea och västra USA, naturresurserna i Australien, Colombia, Filippinerna, Kanada, Mexiko, Peru, Ryska fjärran östern och USA, den mänskliga tillgången i Indonesien och Kina samt jordbruksindustrin i Australien, Chile, Filippinerna, Nya Zeeland och USA jämte flera andra.

## Stillahavsregionens länder
| - Östasien - Ryssland - Japan - Nordkorea - Sydkorea - Kina - Hongkong - Macao - Taiwan - Sydostasien - Vietnam - Kambodja - Thailand - Malaysia - Singapore - Brunei - Indonesien - Filippinerna - Östtimor | - Oceanien (Suveräna stater) - Australien - Palau - Mikronesiska federationen - Papua Nya Guinea - Salomonöarna - Nauru - Marshallöarna - Vanuatu - Nya Zeeland - Tuvalu - Fiji - Kiribati - Tonga - Samoa - Niue - Cooköarna | - Oceanien (Avhängiga territorier) - Australiens delstater och territorier - Norfolkön - Riket Nya Zeeland - Tokelau - Frankrikes utomeuropeiska områden - Nya Kaledonien - Wallis- och Futunaöarna - Franska Polynesien - Storbritanniens utomeuropeiska territorier - Pitcairnöarna - Öområde - Nordmarianerna - Guam - Amerikanska Samoa - USA - Hawaii - Öar Chile - Påskön | - Nordamerika - Kanada - USA - Mexiko - Centralamerika - Guatemala - El Salvador - Honduras - Nicaragua - Costa Rica - Panama - Sydamerika - Colombia - Ecuador - Peru - Chile |

## Handel
Stillahavsområdet har en hel del internationell sjöfart, där alla de 10 mest trafikerade containerhamnarna ligger i Rim-länderna utom en, och hem för nästan tre femtedelar av världens mest trafikerade containerhamnar:
| - Sydkorea - Busan (5:e plats) - Japan - Yokohama (36:e plats) - Tokyo (25:e plats) - Nagoya (47:e plats) - Kobe (49:e plats) - Taiwan - Kaohsiung (12:e plats) - Hongkong - Hong Kong (3:e plats) | - Kina - Shanghai (1:e plats) - Shenzhen (4:e plats) - Ningbo (6:e plats) - Guangzhou (7:e plats) - Qingdao (8:e plats) - Tianjin (10:e plats) - Xiamen (19:e plats) - Dalian (21:e plats) - Lianyungang (30:e plats) - Yingkou (34:e plats) | - Filippinerna - Manila (37:e plats) - Vietnam - Saigon (28:e plats) - Thailand - Laem Chabang (22:e plats) - Malaysia - Hamnen i Klang (13:e plats) - Tanjung Pelepas (16:e plats) - Singapore - Singapore (2:e plats) | - Indonesien - Jakarta (24:e plats) - Surabaya (38:e plats) - Kanada - Vancouver (50:e plats) - USA - Los Angeles (17:e plats) - Long Beach (18:e plats) - Seattle/Tacoma (48:e plats) - Panama - Balboa (43:e plats) |